# Лорен Том
Лорен Том (англ. Lauren Tom; 4 серпня 1961, Чикаго, Іллінойс, США) — американська акторка, найбільшу популярність отримала після озвучення Емі Вонг у мультсеріалі «Футурама».

## Життєпис

### Дитинство
За походженням — американка китайського походження, Лорен Том народилася в Гайленд-Парку, штат Іллінойс, у родині Ненсі (Дар) та Чана Том. Її батько працював у сфері заморожених продуктів харчування. У дитинстві Лорен часто дражнили за її східну зовнішність, але це не завадило їй у згодом зайнятися танцями.

### Театр
У 17 років Лорен грала в мюзиклі «A Chorus Line» на Бродвеї. А вже через рік дівчина виграла премію «Обі» та взяла участь у мюзиклах «Hurlyburly» і «Doonesbury». Протягом шести років, проведених у театрі, Лорен працювала з такими режисерами, як Пітер Селларс та Джоанн Акалайтіс.

## Вибрана фільмографія
З 1982 року по теперішній час Лорен зіграла ролі і озвучила персонажів у приблизно 170 фільмах, телесеріалах, мультфільмах, мультсеріаліах та комп'ютерних іграх.
- 1990 — Людина кадилак / Cadillac Man — Гелен
- 1993 — Клуб радості та удачі / The Joy Luck Club — Ліна Сент-Клер
- 1995—1996 — Друзі / Friends — Джулі, дівчина Росса (в 7 епізодах)
- 1997—1998 — Грейс у вогні / Grace Under Fire — Дот (12 епізодів)
- 1997—2010 — Цар гори / King of the Hill — другорядні персонажі (озвучення, в 98 епізодах)
- 1999—2001 — Бетмен майбутнього / Batman Beyond — Дана Тан, дівчина Террі (озвучення, в 22 епізодах)
- 1999—2013 — Футурама / Futurama — Емі Вонг (озвучення, 125 епізодах)
- 2000—2001 — Д. А. Г. / D. A. G. — Джинджер Чін, секретарка (в 17 епізодах)
- 2002—2004 — Філлмор / Fillmore!  — другорядні персонажі (озвучення, в 16 епізодах)
- 2002—2008 — Пароль: «Сусідські дітлахи» / Codename: Kids Next Door — Нумбу 3, другорядні персонажі (озвучення, в 78 епізодах)
- 2003 — Поганий Санта / Bad Santa — Лоїс
- 2004—2006 — Чарівниці / W. I. T. C. H. — Ян Лін, бабуся Хай Лін (озвучення в 51 епізоді)
- 2005—2007 — Американський дракон: Джейк Лонг / American Dragon: Jake Long — Сьюзен Лонг, мати Джейка (озвучення, в 25 епізодах)
- 2006—2008 — Чоловіки на деревах / Men in Trees — Мей, дружина Базза Вашинґтона (26 епізодах)
- 2006—2009 — На заміну / The Replacements — Тасумі (озвучення, в 43 епізодах)
- 2012—2014 — Надприродне / Supernatural — Лінда Трен, мати Кевіна-пророка (в 3 епізодах)
- 2014 — Сімпсони / The Simpsons — Емі Вонг (озвучення, в епізоді Simpsorama)
- 2015 — Милі ошуканки / Pretty Little Liars — Ребекка (в 3 эпизодах)
- 2023 — Ще одне справжнє кохання / One True Loves — Енн